# Беркалиев, Жанай
Беркалиев Жанай (5 января 1939, с. Чапаево — 19 сентября 2017, Атырау) — казахстанский государственный деятель.

## Биография
Беркалиев Жанай родился 5 января 1939 года в селе Тущикудык (ныне — в Исатайском районе Атырауской области). Происходит из рода Бериш подрода Бегис Младший жуз.
1956. Трудовую деятельность начал механизатором совхоза им. Чапаева в Новобогатинском районе
1967. Окончил зооветеринарный институт в Алматы
1967—1969. Заведующий фермой, зоотехник совхоза им. «Калинина» Курмангазинского района
1969—1972. Главный зоотехник совхоза им. Курмангазы Курмангазинского района
1972. Заместитель начальника управления сельского хозяйства Курмангазинского района
1972—1979. Директор совхоза им. «Амангельды» Индерского района
1979—1982. Директор Гурьевского областного филиала Казахского НИИ каракулеводства
1982—1987. Директор совхоза им. «Чапаева» в Новобогатинском районе
1987—1990. Директор областной научно-исследовательской сельской станции «Опыт» Махамбетского района
1990. Директор совхоза «Забурунье» в Новобогатинском районе
1990—1991. Председатель исполкома Исатайского района
1991—1993. Директор совхоза им. «Чапаева» в Новобогатинском районе
1993—1994. Заместитель акима Атырауской области — начальник областного управления сельского хозяйства
1994. Аким Махамбетского района
1994—1999. Аким Исатайского района

## Научные труды
Беркалиев Ж. Повышение плодовитости верблюдов и каракульских овец в условиях пустынной и полупустынной зоны Западного Казахстана/ Диссертация на соискание ученой степени кандидата биологических наук/ Москва, 1983 ВИШ, УДК 636.295.062.454.33

## Публикации
Беркалиев Ж. «Жылдар жаңғырығы»/ Атырау, 1999 ISBN 9965-01-0169-9
Беркалиев Ж, Сматулин Б. «Түндігі Ашылған Тұнбалар»/ Атырау, типография «Үш Қиян», 2002 ISBN 9965-565-10-4

## Награды
- Отличник сельского хозяйства СССР (1975)
- Орден «Курмет» (2015)[3]
- Почетный гражданин Исатайского, Индерского, Махамбетского, Курмангазинского районов Атырауской области
- Почетный житель Атырауской области (2016)[4]